# LGA 3647
LGA 3647 es un zócalo de CPU compatible con microprocesadores de Intel, utilizado en los Xeon Phi x200 ("Knights Landing"), Xeon Phi 72x5 ("Knights Mill"), Skylake-SP, Cascade Lake-SP/AP, y Cascade Lake-W .
El zócalo admite un controlador de memoria de 6 canales, memoria DIMM no volátil 3D XPoint, Intel Ultra Path Interconnect (UPI), como un reemplazo al QPI, e interconexión Omni-Path de 100G.

## Variantes
Hay dos subversiones de este zócalo con diferencias en el diseño mecánico de la placa de refuerzo superior (top bolster) y el cuadro de silicio que contiene el encapsulado del procesador (processor package carrier frame), evitando montar el disipador térmico de la otra versión:
- LGA3647-0 (zócalo P0) utilizado para microprocesadores Skylake-SP y Cascade Lake-SP/AP[4]
- LGA3647-1 (zócalo P1) utilizado para microprocesadores Xeon Phi x200[5]